# Complejo deportivo La Barranquita
Complejo deportivo La Barranquita – wielofunkcyjny kompleks sportowy w Santiago de los Caballeros, na Dominikanie. Używany do rozgrywania wielu dyscyplin sportowych. W skład wielkiego kompleksu sportowego wchodzi Estadio La Barranquita, 4 boiska do baseballu i softballu, 4 duże hale, 9 otwartych kortów tenisowych.